# Léon Tixier (médecin)
Ne doit pas être confondu avec Léon Tixier.
Pour les articles homonymes, voir Tixier.
Léon Eugène Joseph Tixier, né le 4 juin 1877 dans le 1er arrondissement de Paris et mort le 22 janvier 1976 à Orsay, est un médecin français, dont les travaux concernent le domaine de la pédiatrie.

## Biographie
Léon Tixier est le fils de Gilbert Tixier et de M.Allain.
Il est étudiant à la faculté de médecine de Paris, externe des hôpitaux de Paris de 1900 à 1902, interne de 1902 à 1907. Il est l'élève de Victor Henri Hutinel, Anatole Chauffard, Édouard Jeanselme, Louis Renon et Dominici. Il obtient son doctorat en médecine en 1907. 
Il se marie 30 octobre 1906 avec Andrée Vignancour (1884-1969), fille de Louis Vignancour. De cette union naîtront trois fils, Jean-Louis en 1907, Raymond en 1910 et Gilbert en 1926. Jean-Louis s’illustrera comme avocat et homme politique sous le nom de Tixier-Vignancour. Raymond, engagé comme pilote d’avion, sera tué en 1940 au cours d’une mission et Gilbert sera reçu à l’agrégation de droit public et deviendra professeur des facultés de droit. 
Il est préparateur à la faculté de médecine de Paris (clinique médicale infantile) de 1907 à 1919. 
Pendant la première guerre mondiale, il est aide-major aux 37e et 56e régiment d'artillerie en 1914-1915, aide-major au laboratoire de bactériologie de la 1re armée, 1915-1916 ; aide-major au centre de paludéens de la 3e région militaire, 1917-1918; médecin-chef au 4e secteur médical de la 3e région, 1918-1919.
Chef du laboratoire de la clinique médicale infantile de 1919 à 1920. Il est nommé médecin des hôpitaux en 1919, puis travaille à l'hôpital de la Charité de Paris.
Dès 1926, il est membre de l'Action française,,,. En 1928, il se présente aux élections législatives  dans la 1re circonscription du 7e arrondissement de Paris sous l'étiquette d'“Union nationale”,ou radical[réf. à confirmer],.

## Œuvres et publications
- Les Anémies. Paris, Flammarion, 1923, 250 p.[12].
- La dépopulation de la France, ses causes, ses remèdes, Paris, Expansion Scientifique Française, 1924.
- Les Enfants syphilitiques, Paris, 1931.

### En collaboration
- Pierre Nobécourt et Léon Tixier, « La pression artérielle dans la scarlatine infantile », Journal de physiologie et de pathologie générale, vol. 3,‎ 1908, p. 495-504 (lire en ligne, consulté le 8 septembre 2020).
- avec Prosper Merklen: Sur un cas de maladie de Barlow : les modifications sanguines au cours du scorbut infantile, Paris, Imp. Levé, 1908, 1 vol. (14 p.) ; 22 cm.
- Pierre Nobécourt, Conseils pratiques d'hygiène infantile, publiés sous la direction du Dr Nobécourt, avec la collaboration de MM. le Dr Babonneix, le Dr Darré, le Dr Paisseau, le Dr Prosper Merklen, le Dr Roger Voisin, le Dr Léon Tixier,..., 1914 (lire en ligne).
- Eugène Apert, Léon Tixier, Huc, Kermorgant, « Nouvelle observation d’acrocéphalosyndactylie », Bulletins et mémoires de la Société médicale des hôpitaux de Paris, 1923.
- Léon Tixier, Georges Ronneaux et Stanislas de Sèze, Image diverticulaire du bulbe duodénal par ulcus extériorisé intra-pancréatique, Impr. Arrault, 1928 (lire en ligne).

## Distinctions et reconnaissance

### Décorations françaises
- Officier de la Légion d'honneur en 1931[13].

### Prix et distinctions diverses
- Lauréat de la Société de chirurgie, prix Demarquay, 1906.